# Pompea Silla
Pompea Silla (I secolo a.C.) è stata una nobildonna romana, figlia di Gneo Pompeo Rufo (figlio di Quinto Pompeo Rufo) e di Cornelia Silla, una delle figlie di Silla, e terza moglie di Cesare, che sposò nel 68 a.C., dopo la morte della seconda moglie, Cornelia..

## Biografia
Nel 63 a.C. in seguito all'elezione di Cesare a Pontefice massimo, lo seguì nell'abitazione consacrata al capo del collegio sacerdotale, che si trovava sulla via Sacra.

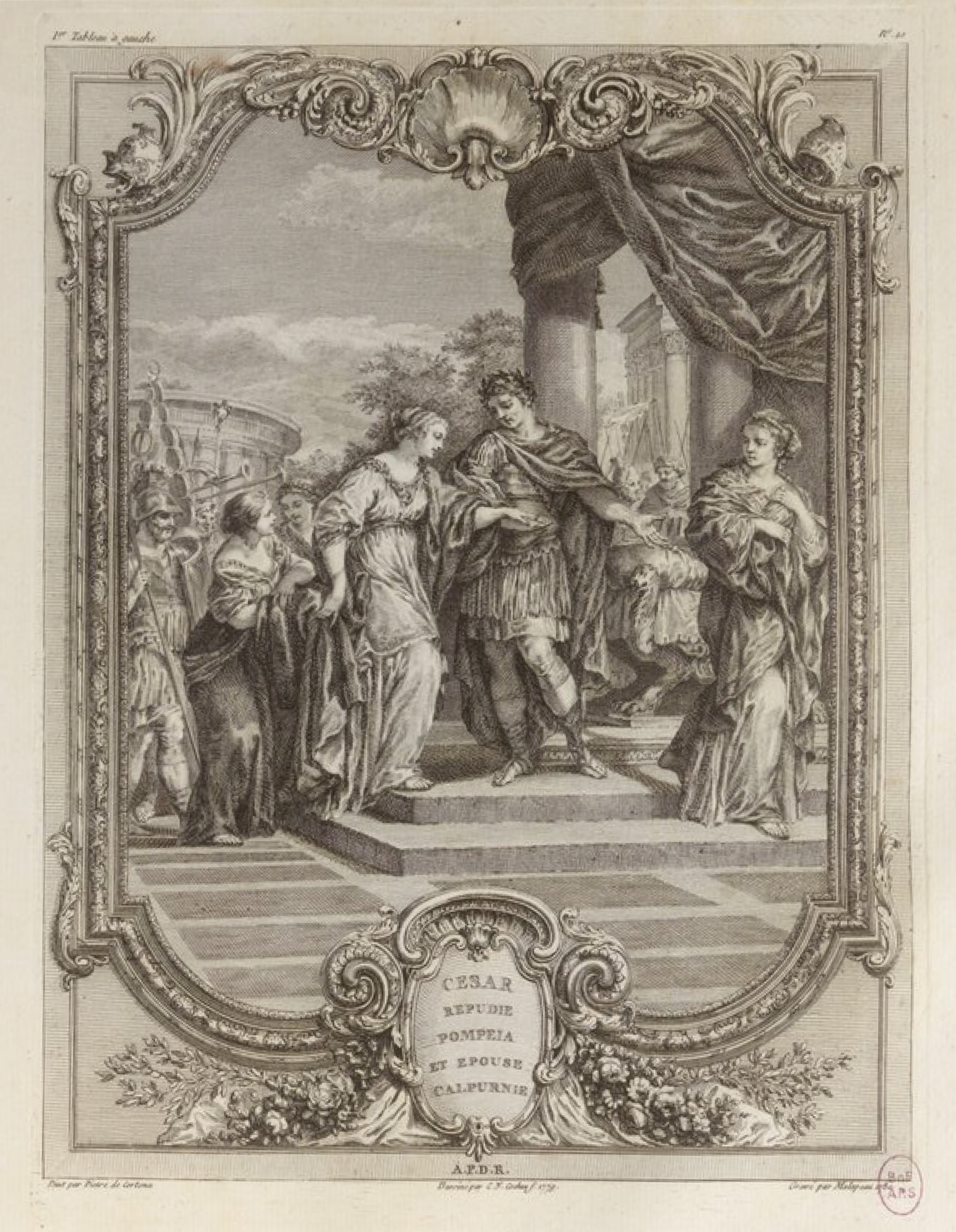
Cesare ripudia Pompea e sposa Calpurnia, incisione del 1780 circa di Claude-Nicolas Malapeau

Nel 61 a.C. fu protagonista di un clamoroso scandalo dai contorni farseschi; la notte tra il 4 e il 5 dicembre, si festeggiavano, in onore della Bona Dea, i Damia: i riti, che quell'anno si svolgevano nella casa di Cesare, pontefice massimo e neoeletto pretore, erano interdetti agli uomini e officiati dalle sole donne.
Clodio, amante della moglie di Cesare, Pompea, decise di intrufolarsi nella casa mentre erano in corso i preparativi per la festa: travestitosi come una flautista per mantenere nascosta la propria identità, fu accolto da un'ancella di Pompea, di nome Abra, che era al corrente della relazione. Tuttavia, quando Abra si allontanò per avvisare Pompea dell'arrivo dell'amante, Clodio fu scoperto da un'altra ancella: al suo grido, accorsero le altre donne presenti in casa, e la madre di Cesare Aurelia Cotta, che coordinava i preparativi, scacciò Clodio.
Non sono chiare le motivazioni che indussero Clodio a compiere un simile atto: non sembra sufficiente il semplice ricorso alla relazione amorosa con Pompea, ma si pensa piuttosto a una bravata giovanile o a un atto di sfida contro il console Cicerone, cui l'anno prima era stato rivolto, secondo le vestali, un auspicio favorevole dalla Bona Dea. La vicenda non ebbe, in principio, grandi conseguenze; lo stesso Cicerone, anzi, ne parlava così in una lettera all'amico Tito Pomponio Attico:
(Cicerone, Lettere ad Attico, I, 12, 3; trad. di C. Vitali, Zanichelli.)
Il giorno seguente in tutta Roma non si parlava d'altro. Cesare ripudiò Pompea. Tuttavia nel processo che seguì, citato come testimone rifiutò di deporre contro Clodio, e si dichiarò convinto dell'innocenza della moglie. Quando i giudici gli chiesero perché avesse allora divorziato, rispose con la famosa frase divenuta poi proverbiale: "La moglie di Cesare deve essere al di sopra di ogni sospetto".